# Zavidov
Zavidov är en ort i Tjeckien.   Den ligger i regionen Mellersta Böhmen, i den västra delen av landet, 60 km väster om huvudstaden Prag. Zavidov ligger 456 meter över havet och antalet invånare är 308.
Terrängen runt Zavidov är huvudsakligen platt, men åt nordväst är den kuperad. Runt Zavidov är det ganska glesbefolkat, med 40 invånare per kvadratkilometer. Närmaste större samhälle är Rakovník, 9,6 km nordost om Zavidov. Trakten runt Zavidov består till största delen av jordbruksmark.